# Liste indischer Eisenbahngesellschaften
Die Liste indischer Eisenbahngesellschaften bietet eine Übersicht über derzeitige und frühere Eisenbahngesellschaften in Indien.

## Heutige Eisenbahngesellschaften
- Indian Railways (mit 17 Regionalgesellschaften)
- Konkan Railway

### Gebirgseisenbahnen
- Darjeeling Himalayan Railway
- Kalka-Shimla Railway
- Kangra Valley Railway
- Matheran Hill Railway
- Nilgiri Mountain Railway

### Hafenbahnen
- Chennai Port Trust Railway
- Kolkata Dock System Railway
- Mumbai Port Trust Railway

## Ehemalige Eisenbahngesellschaften
Aufgeführt sind Gesellschaften innerhalb der Grenzen des früheren Britisch-Indien. Nach Recherchen der Families in British India Society hat es zwischen 1845 und 1947 über eintausend Eisenbahngesellschaften im früheren Britisch-Indien gegeben. 1926 wurde von der indischen Regierung zu statistischen Zwecken eine Klassifizierung der Eisenbahngesellschaften abhängig vom Jahresumsatz eingeführt.

### Klasse 1 Eisenbahngesellschaften
- Assam Railway
- Assam Bengal Railway
- Bengal and Assam Railway
- Bengal and North Western Railway
- Bengal Nagpur Railway
- Bikaner State Railway
- Bombay, Baroda and Central India Railway
- Burma Railways
- Eastern Bengal Railway
- Eastern Punjab Railway
- East Indian Railway
- Great Indian Peninsula Railway
- Jodhpur State Railway
- Madras and Southern Mahratta Railway
- Mysore State Railway
- Nizam’s Guaranteed State Railway
- North Western Railway
- Oudh and Tirhut Railway
- Rohilkund and Kumaon Railway
- South Indian Railway

### Klasse 2 Eisenbahngesellschaften
- Assam Railways and Trading Company
- Barsi Light Railway
- Bengal Dooars Railway
- Bhavnagar State Railway
- Darjeeling Himalayan Railway
- Dibru-Sadiya Railway
- Gaekwar’s Baroda State Railways
- Gondal State Railway
- Jaipur State Railway
- Jamnagar and Dwarka Railway
- Junagadh State Railway
- Morvi Railway
- Shahdara–Saharanpur Light Railway

### Klasse 3 Eisenbahngesellschaften
- Ahmadpur–Katwa Railway
- Arrah–Sasaram Light Railway
- Bakhtiarpur–Bihar Light Railway
- Bankura–Damodar River Railway
- Barasat–Basirhat Light Railway
- Bengal Provincial Railway
- Burdwan–Katwa Railway
- Cutch State Railway
- Dehri Rohtas Light Railway
- Dholpur State Railway
- Futwah–Islampur Light Railway
- Howrah–Amta Light Railway
- Howrah–Sheakhala Light Railway
- Jagadhri Light Railway
- Jessore–Jhenidah Light Railway
- Jorhat (Provincial) State Railway
- Kalighat–Falta Railway
- Kulasekharapatnam Light Railway
- Martin’s Light Railways
- Matheran Hill Railway
- McLeod’s Light Railways
- Mewar State Railway
- Porbandar State Railway
- Scindia State Railway
- Tezpur–Balipara Light Railway
- Trivellore Light Railway

### Späte nicht klassifizierte Gesellschaft
Die Saurashtra Railway wurde kurz nach der Unabhängigkeit Indiens gegründet und nicht mehr klassifiziert, da sie nur für eine kurze Übergangszeit existierte.

### Frühe Gesellschaften vor 1926
Auswahl von Gesellschaften, die zum Zeitpunkt der Klassifizierung nicht mehr existierten:
- Arakan Light Railway
- Bareilly–Pilibheet Provincial State Railway
- Bhavnagar-Gondal-Junagadh-Porbandar Railway
- Bengal Central Railway
- Buthiadaung–Maungdaw Tramway Company
- Calcutta and South Eastern Railway
- Carnatic Railway
- East Coast State Railway
- Great Southern of India Railway
- Indian Midland Railway
- Jodhpur-Bikaner Railway
- Kundala Valley Railway
- Lucknow–Sitapur–Seramow Provincial State Railway
- Madras Railway
- Oudh and Rohilkhand Railway
- Patiala State Monorail Trainways
- Punjab Railway
- Punjab Northern State Railway
- Scinde, Punjab and Delhi Railway
- Scinde Railway

### Wald- und Industriebahnen
- Burma Mines Railway
- Cochin State Forest Tramway
- Manoharpur Light Railway